# Rhosus pulverosa
Rhosus pulverosa là một loài bướm đêm trong họ Noctuidae.